# Sint-Jan de Doperkerk (Eynatten)

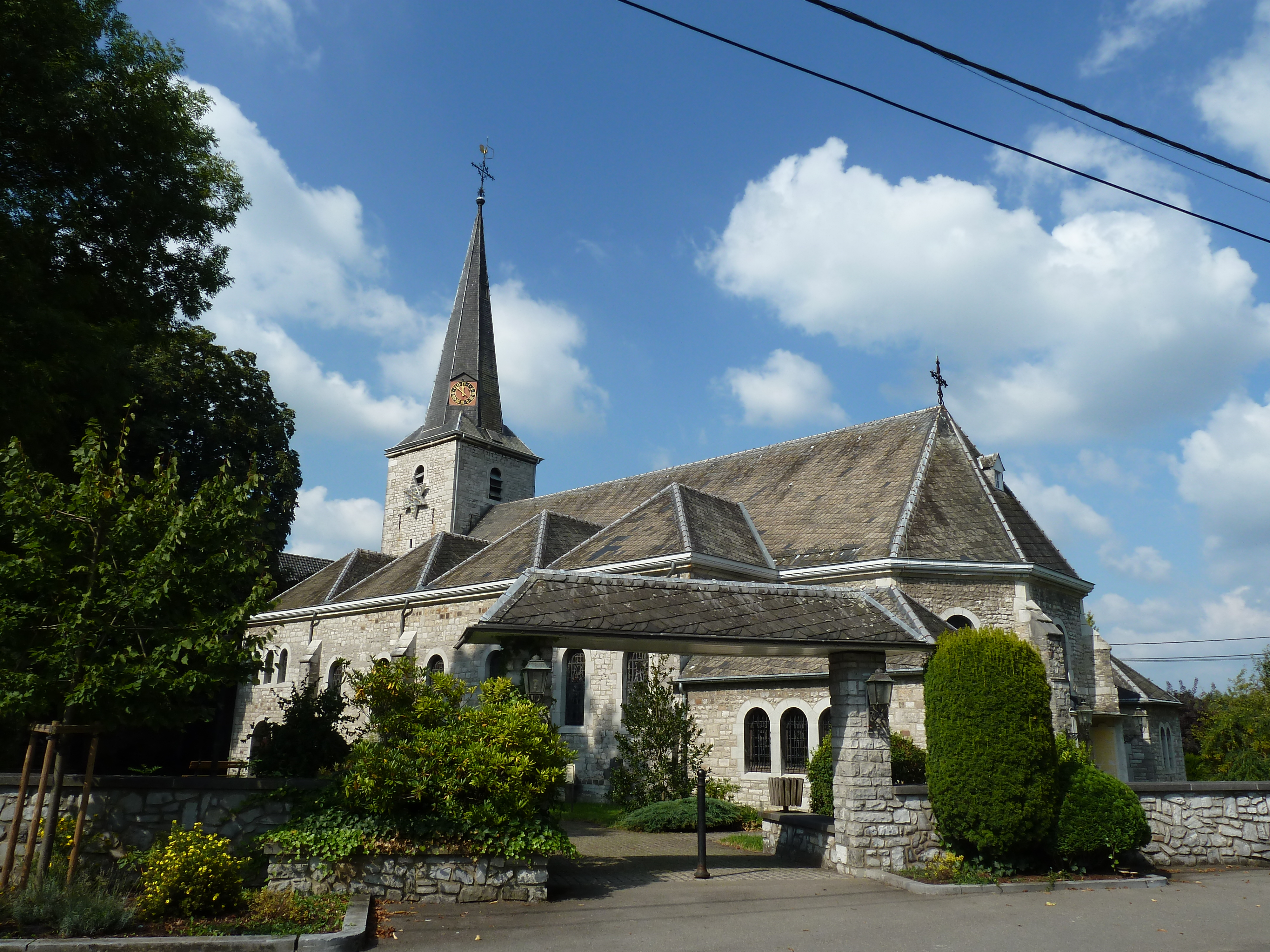
Sint-Jan de Doperkerk

De Sint-Jan de Doperkerk (Sankt Johannes der Täuferkirche) is de parochiekerk van de tot de Belgische gemeente Raeren behorende plaats Eynatten, gelegen aan An der Kirche.
Reeds in de middeleeuwen bestond er een kerkgebouw in Eynatten. Toen Eynatten in 1707 een zelfstandige parochie werd, kwam een nieuwe kerk tot stand. Van 1733-1736 werd een toren gebouwd en in 1775 een transept. In 1950 werd deze geteisterd door brand, waarbij het koor en de sacristie werden verwoest. In 1953 werd de kerk herbouwd en vergroot, onder leiding van Emile Burguet en Jean Burguet. De kerk is gebouwd in natuursteenblokken en de ingebouwde toren heeft een achtkante spits.
De inventaris is voornamelijk 19e- en 20e-eeuws. Omstreeks 1750 vervaardigde Jan Bochorst een schilderij voorstellende Christus aan het kruis, geflankeerd door Maria en Johannes de Doper. Uit dezelfde tijd is een schilderij van de Heilige Familie. Ook is er een 18e-eeuws crucifix.
Een stenen reliëf van 1721, voorstellende de Opdracht in de tempel, is ingemetseld in de kerkhofmuur, evenals enkele andere reliëfvoorstellingen uit hetzelfde jaar. Op het kerkhof zijn diverse grafkruisen te vinden, het oudste is van 1624.